# NGC 6369
NGC 6369 è una nebulosa planetaria visibile nella costellazione dell'Ofiuco; è anche nota col soprannome Nebulosa Fantasmino.

## Osservazione

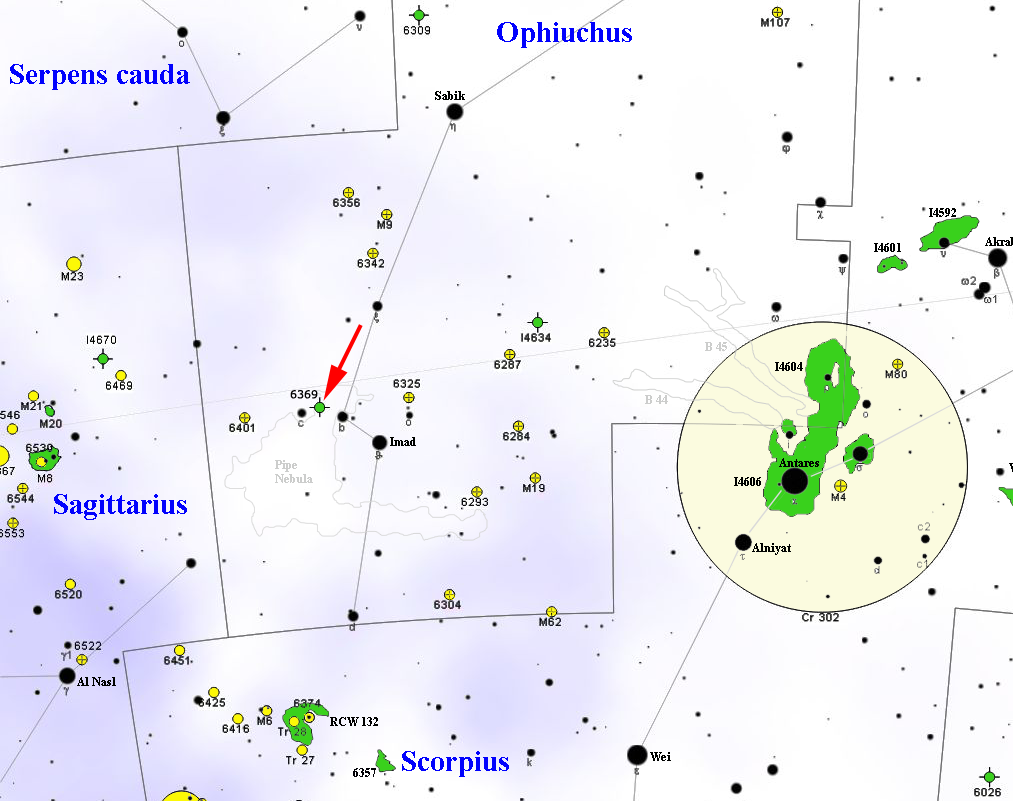
Mappa per individuare NGC 6369.

NGC 6369 si individua nella parte meridionale della costellazione ed è rintracciabile con facilità partendo da θ Ophiuchi, facendo ponte su 44 Ophiuchi e giungendo a 51 Ophiuchi, quindi mezzo grado a nordovest di quest'ultima; i dintorni della nebulosa sono quasi completamente privi di stelle di fondo a causa della presenza dei banchi oscuri della Nebulosa Pipa. Già con un telescopio da 100mm è appena individuabile; la struttura ad anello può invece essere evidenziata con strumenti da 200mm, muniti di filtro OIII.
A causa della sua declinazione piuttosto meridionale, questa nebulosa può essere osservata principalmente da osservatori situati nell'emisfero australe della Terra, sebbene sia comunque osservabile discretamente anche fino alle latitudini temperate medie. Il periodo migliore per la sua osservazione nel cielo serale è quello compreso fra giugno e ottobre.

## Storia delle osservazioni
Questa nebulosa è stata osservata per la prima volta il 21 maggio 1784 da William Herschel usando il suo riflettore; egli la descrisse come un disco ben definito e circolare, piuttosto appariscente. Nel New General Catalogue, edito un secolo dopo, è fornita una versione ridotta di questa descrizione.

## Caratteristiche
Si tratta di una nebulosa planetaria piuttosto appariscente e con un'evidente struttura ad anello molto ben marcata ed ellittica, da cui si dipartono alcune strutture filamentari minori; la sua distanza è incerta e le stime variano da un minimo di 2000 a un massimo di 5000 anni luce, facendola ricadere rispettivamente sul bordo interno del Braccio di Orione o all'interno del Braccio del Sagittario.
La stella che ha generato la nebulosa è visibile all'interno dell'anello, ma non si trova esattamente al suo centro, bensì un po' delocalizzata verso ovest; si tratta di una nana bianca di tipo pulsante (nota come V2310 Ophiuchi) che emette una forte radiazione ultravioletta che spinge e ionizza i gas che essa stessa ha espulso nell'ultima fase del suo ciclo vitale. Se osservata alle onde radio, NGC 6369 risulta essere la terza nebulosa planetaria più luminosa del cielo; prima del collasso la stella progenitrice poteva avere una massa probabilmente superiore a 1-1,5 M⊙, ma manca la certezza poiché non si è stati in grado di determinare l'abbondanza di carbonio all'interno della nebulosa. L'attuale nana bianca ha una temperatura superficiale di 70 000 K.